# Schenkenfelden
Schenkenfelden is een gemeente in de Oostenrijkse deelstaat Opper-Oostenrijk, gelegen in het district Urfahr-Umgebung. De gemeente heeft ongeveer 1500 inwoners.

## Geografie
Schenkenfelden heeft een oppervlakte van 26 km². De gemeente ligt in het noorden van de deelstaat Opper-Oostenrijk, in het noorden van Oostenrijk. De gemeente ligt ten noorden van de stad Linz en ten zuiden van de grens met Tsjechië.
Alberndorf in der Riedmark · Altenberg bei Linz · Bad Leonfelden · Eidenberg · Engerwitzdorf · Feldkirchen an der Donau · Gallneukirchen · Goldwörth · Gramastetten · Haibach im Mühlkreis · Hellmonsödt · Herzogsdorf · Kirchschlag bei Linz · Lichtenberg · Oberneukirchen · Ottenschlag im Mühlkreis · Ottensheim · Puchenau · Reichenau im Mühlkreis · Reichenthal · Schenkenfelden · Sonnberg im Mühlkreis · Sankt Gotthard im Mühlkreis · Steyregg · Vorderweißenbach · Walding · Zwettl an der Rodl
- Gemeinsame Normdatei: 4431914-9
- Library of Congress Control Number: nr2005004066
- Nationale Bibliotheek van Israël: 987007482547105171
- Virtual International Authority File: 154076725